# Direttrice
In geometria descrittiva, la direttrice è una curva utilizzata per la costruzione geometrica di altre curve e superfici; la definizione esatta varia a seconda del tipo di costruzione utilizzato.

## Direttrice e sezioni coniche

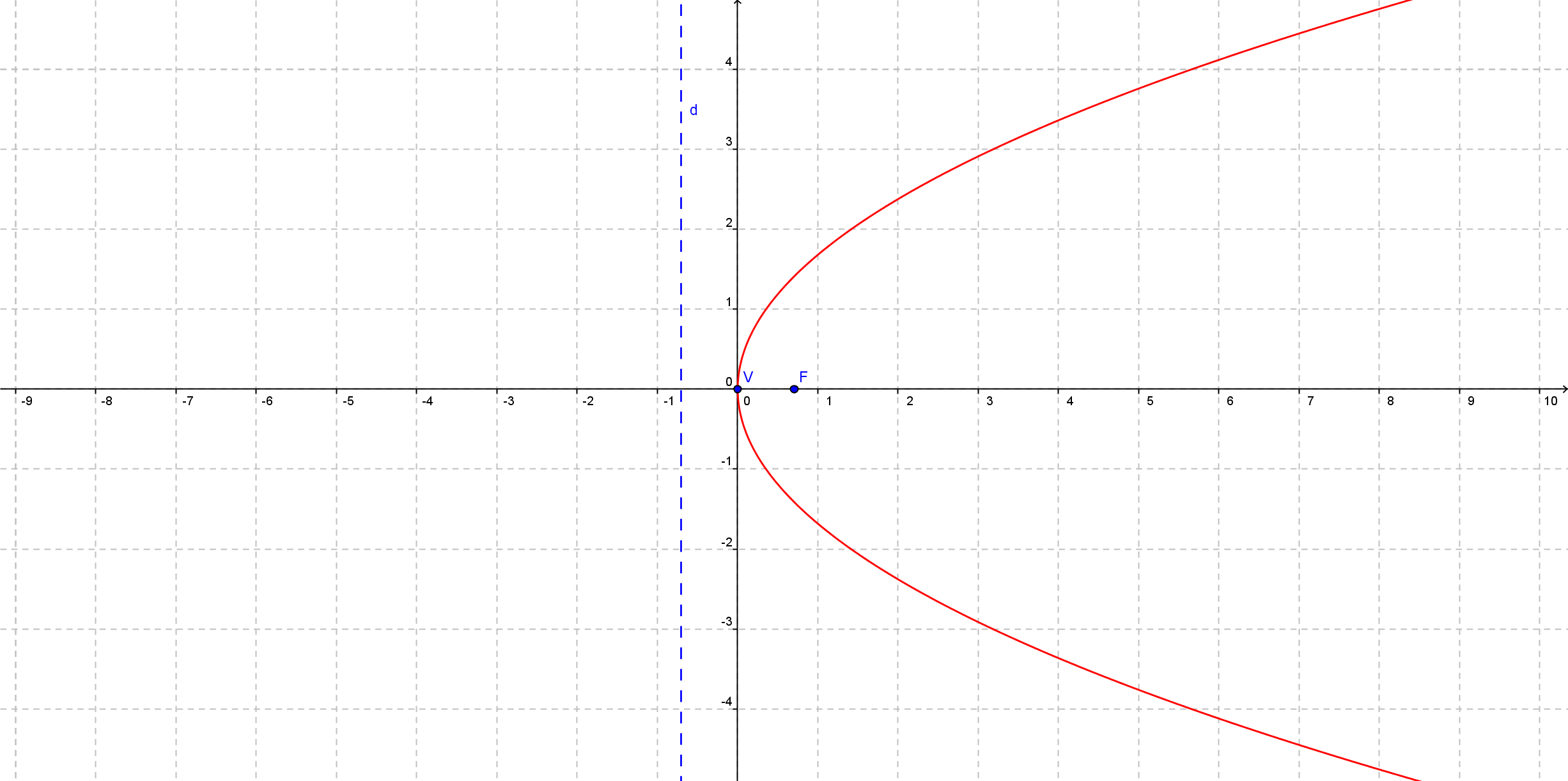
Direttrice (retta blu) di una parabola: la distanza tra un qualunque punto P, appartenente alla parabola, e la direttrice è uguale alla distanza tra il fuoco e lo stesso punto P.

La direttrice più nota interviene nella costruzione delle sezioni coniche. Queste curve possono venire definite come il luogo dei punti per cui il rapporto tra la distanza da un punto fissato (fuoco) e la distanza da una retta detta direttrice assume un valore costante, detto eccentricità. Il valore dell'eccentricità {\displaystyle e} caratterizza la sezione conica, secondo il seguente schema:

### Derivazione dell'equazione canonica delle sezioni coniche
Fissato il fuoco {\displaystyle F(x_{0},y_{0})} e la direttrice generica {\displaystyle r:\,ax+by+c=0}, la sezione conica è definita come il luogo dei punti {\displaystyle P(x,y)} per cui vale:
{\displaystyle {\frac {d(P,F)}{d(P,r)}}=e\iff d(P,F)=e\cdot d(P,r)},
dove {\displaystyle d(P,F)} e {\displaystyle d(P,r)} rappresentano rispettivamente la distanza di {\displaystyle P} dal fuoco e dalla direttrice. Utilizzando le note formule della geometria analitica per la distanza di un punto si ottiene:
{\displaystyle {\sqrt {\left(x-x_{0}\right)^{2}+\left(y-y_{0}\right)^{2}}}=e{\frac {|ax+by+c|}{\sqrt {a^{2}+b^{2}}}}}.
Elevando al quadrato l'equazione sopra, semplificando e raccogliendo i termini comuni alle potenze di {\displaystyle x} e {\displaystyle y} si ottiene:
{\displaystyle \left(1-e^{2}{\frac {a^{2}}{a^{2}+b^{2}}}\right)x^{2}-e^{2}{\frac {2ab}{a^{2}+b^{2}}}xy+\left(1-e^{2}{\frac {b^{2}}{a^{2}+b^{2}}}\right)y^{2}+-2\left(x_{0}+e^{2}{\frac {ac}{a^{2}+b^{2}}}\right)x-2\left(y_{0}+e^{2}{\frac {bc}{a^{2}+b^{2}}}\right)y+\left(x_{0}^{2}+y_{0}^{2}-e^{2}{\frac {c^{2}}{a^{2}+b^{2}}}\right)=0}.
I coefficienti possono essere poi rinominati per scrivere l'equazione generale delle coniche:
{\displaystyle {\begin{aligned}&A=1-e^{2}{\frac {a^{2}}{a^{2}+b^{2}}}\\&B=-e^{2}{\frac {2ab}{a^{2}+b^{2}}}\\&C=1-e^{2}{\frac {b^{2}}{a^{2}+b^{2}}}\\&D=-2\left(x_{0}+e^{2}{\frac {ac}{a^{2}+b^{2}}}\right)\\&E=-2\left(y_{0}+e^{2}{\frac {bc}{a^{2}+b^{2}}}\right)\\&F=\left(x_{0}^{2}+y_{0}^{2}+e^{2}{\frac {c^{2}}{a^{2}+b^{2}}}\right)\end{aligned}}}
La tipologia della sezione conica è determinata dalla forma quadratica associata ai termini di secondo grado dell'equazione.
Il discriminante della forma quadratica è {\displaystyle \Delta =B^{2}-4AC=4(e^{2}-1)}, e si ha che:
- {\displaystyle \Delta <0}
  - {\displaystyle e=0\implies }la curva è una circonferenza
  - {\displaystyle 0<e<1\implies }la curva è una ellisse
- {\displaystyle \Delta =0\iff e=1\implies }la curva è una parabola
- {\displaystyle \Delta >0\iff e>1\implies }la curva è una iperbole

## Direttrice e superfici rigate
Una retta che si muove lungo una curva data genera una superficie rigata; la curva di partenza viene definita direttrice o curva base; la superficie è parametrizzabile come:
{\displaystyle \mathbf {s} (u,v)=\mathbf {p} (u)+v\,\mathbf {q} (u)},
dove {\displaystyle u\in I\subseteq \mathbb {R} }, {\displaystyle v\in \mathbb {R} } sono i parametri reali, {\displaystyle \mathbf {s} }, {\displaystyle \mathbf {p} }, {\displaystyle \mathbf {q} } sono funzioni a valori vettoriali. La direttrice è la curva descritta da {\displaystyle \mathbf {p} (u)}.
Se la direttrice è una curva chiusa e la retta ha direzione invertita dopo aver percorso un circuito intero, allora la superficie è non orientabile.